# قصر حیران
قصر حیران (به عربی: قصر الحيران) یک شهرداری در الجزایر است که در استان الاغواط واقع شده‌است.
 قصر حیران  ۱۴٬۹۱۰ نفر جمعیت دارد.